# Petar Petrov (labdarúgó)
Petar Atanaszov Petrov (bolgárul: Пeтъp Aтaнacoв Пeтpoв, 1961. február 20. – ) bolgár válogatott labdarúgó.

## Pályafutása

### Klubcsapatban
1980 és 1989 között a Levszki Szofija játékosa volt, melynek színeiben három bajnoki címet (1984, 1985, 1988) szerzett és alkalommal nyerte meg a bolgár labdarúgókupát. 189 és 1993 között Portugáliában a Beira-Mar labdarúgója volt, melynek tagjaként 100 alkalommal lépett pályára. 1993-ban hazatért a Beroe Sztara Zagora csapatához, ahol még egy évig játszott.

### A válogatottban
1981 és 1987 között 47 alkalommal szerepelt a bolgár válogatottban. Részt vett az 1986-os világbajnokságon.

## Sikerei, díjai
Levszki Szofija
- Bolgár bajnok (3): 1983–84, 1984–85, 1987–88
- Bolgár kupagyőztes (2): 1983–84, 1985–86

Beira-Mar
- Portugál kupadöntős (1): 1990–91